# Carex banksii
Carex banksii är en halvgräsart som beskrevs av Francis M.B. Boott. Carex banksii ingår i släktet starrar, och familjen halvgräs.

## Underarter
Arten delas in i följande underarter:
- C. b. abbreviata
- C. b. banksii
- C. b. fonkii
- C. b. odontolepis